# 공판
공판(公判) 광의(廣義)로는 공소를 제기한 후 그 소송이 최종으로 종료할 때까지의 절차를 말하는 것이나 보통은 공판기일에서 행하는 소송절차만을 말하며, 공판정에서 행하여진다(275조 1항). 
공판정의 판사와 서기관(또는 서기)이 열석(列席)하고 검사가 출석하여 개정한다(동조 2항).
피고인은 반드시 소환되며 피고인의 출석이 없는 때는 원칙적으로 개정하지 못한다(276조). 
변호인도 출석할 권리가 있으므로 공판기일은 변호인에게도 통지되며 일정한 사건에 있어서는 변호인의 출석없이 개정하지 못하도록 되어 있다(282조, 283조). 
공판심리는 주로 공판기일에 있어서의 당사자 쌍방의 공격·방어를 통하여 전개된다.국가의 큰 틀의 제제가 없는한 공판의 책은 한가지의 것으로 큰 괄목과 큰 틀로 잡혀진다. 그렇지 못한 경우에는 하나의 작은 법으로 존속된다.